# Himmelfahrtskirche (Castelreng)

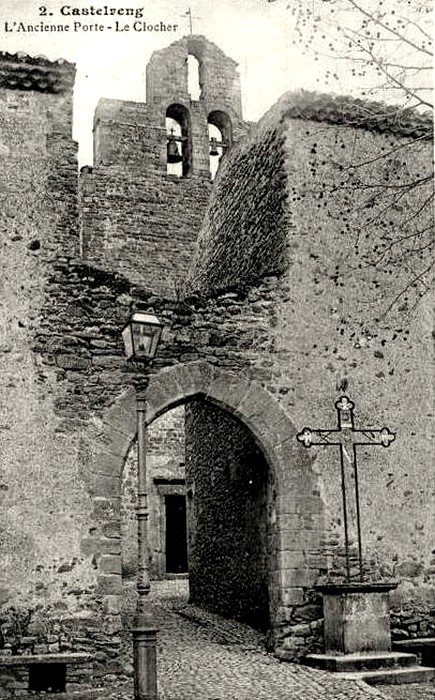
Castelreng, historische Ansicht, Portal, Kreuz und Kirchturm

Die Kirche der Aufnahme Marias in den Himmel (französisch: Église de l'Assomption) ist eine römisch-katholische Kirche in Castelreng im Département Aude in Frankreich. Die mittelalterlichen Teile der Kirche unter Einbeziehung des Turms, das befestigte Tor innerhalb des früheren Nordwestwalles sowie das schmiedeeiserne Kreuz neben dem Tor wurden 1948 als Gesamtensemble als Monument historique klassifiziert.

## Geschichte
Die Himmelfahrtskirche stellt laut Datierung der französischen Denkmälerverwaltung im Kern ein Bauwerk im Stil der Romanik aus dem 12. Jahrhundert dar. Eine erste Kirchweihe in Castelreng ist jedoch schon für das Jahr 1088 durch Dalmace, Erzbischof von Narbonne, belegt. Die romanische Kirche wurde vermutlich im 18. Jahrhundert durch einen größeren Neubau unter Einbeziehung mittelalterlichen Mauerwerks ersetzt. Das romanische Mauerwerk stützt den Glockenturm und begrenzte u. a. die Vorhalle. Der mächtige, ungegliederte Turm ist nach Norden orientiert, Richtung Süden ist eine Halbkreisapsis erhalten. Wegen eines Absinkens musste das alte Mauerwerk 1833 bis auf die Turmmauern erneuert werden. Das Kirchenschiff ist heute als rechteckiger Saal zwischen Turm und Apsis in West-Ost-Richtung orientiert.